# Włochówka
Włochówka – wieś w Polsce położona w województwie podlaskim, w powiecie łomżyńskim, w gminie Wizna.
| SIMC    | Nazwa            | Rodzaj    |
| ------- | ---------------- | --------- |
| 0410152 | Sulin-Strumiłowo | część wsi |

Wierni kościoła rzymskokatolickiego należą do parafii św. Jana Chrzciciela w Wiznie.

## Historia
W latach 1921–1939 wieś leżała w województwie białostockim, w powiecie łomżyńskim, w gminie Chlebiotki.
Miejscowość położona na obrzeżach Biebrzańskiego Parku Narodowego.Pierwsza wzmianka o wsi z 1827 roku, pow. łomżyński, gm. Bożejewo, par. Wizna, ma 2432 mr.; wchodziła w skład dóbr rząd. Łomża. głównie obszary leśne w 1827 były dwa domy , 18 mieszkańców
Według Powszechnego Spisu Ludności z 1921 roku wieś zamieszkiwały 53 osoby w 9 budynkach mieszkalnych. Miejscowość należała do parafii rzymskokatolickiej w Wiźnie. Podlegała pod Sąd Grodzki i Okręgowy w Łomży; właściwy urząd pocztowy mieścił się w m. Wizna.
W wyniku napaści ZSRR na Polskę we wrześniu 1939 miejscowość znalazła się pod okupacją sowiecką. Od czerwca 1941 roku pod okupacją niemiecką. Od 22 lipca 1941 r.  do wyzwolenia włączona w skład okręgu białostockiego III Rzeszy.
W latach 1975–1998 miejscowość administracyjnie należała do województwa łomżyńskiego.